# Sör-Äspen
Sör-Äspen är en ö i Lule skärgård. Sör-Äspen ingår i Rödkallens naturreservat, som utsträcker sig norr om Rödkallen. Norr om ön ligger ön Norr-Äspen som är eget naturreservat.